# Volker Gadenne
Volker Gadenne (* 15. Dezember 1948 in Mannheim) ist ein deutscher Philosoph und Wissenschaftstheoretiker.

## Leben
Er studierte Psychologie, Philosophie und Wissenschaftstheorie in Mannheim. Nach der Promotion 1978 und der Habilitation 1983 an der Mannheimer Fakultät für Sozialwissenschaften war er Privatdozent an der Universität Mannheim und ab 1989 Professor an der Universität der Bundeswehr München. Von 1994 bis zu seiner Emeritierung lehrte er als ordentlicher Professor für Philosophie und Wissenschaftstheorie an der Universität Linz.
Seine Arbeitsschwerpunkte sind Erkenntnis- und Wissenschaftstheorie, Bewusstsein, Geist und Gehirn.

## Schriften (Auswahl)
- Die Gültigkeit psychologischer Untersuchungen. Stuttgart 1976, ISBN 3-17-002801-4.
- Theorie und Erfahrung in der psychologischen Forschung. Tübingen 1984, ISBN 3-16-944846-3.
- mit Margit E. Oswald: Kognition und Bewußtsein. Berlin 1991, ISBN 0-387-53764-3.
- Philosophie der Psychologie. Bern 2004, ISBN 3-456-84123-X.